# Шмидт, Павел Борисович
Павел Борисович Шмидт (5 сентября 1910, Киев — 1988, Ленинград) — советский режиссёр-мультипликатор и режиссёр документального кино, член Союза Кинематографистов СССР.

## Биография
Павел Борисович Шмидт родился 5 сентября 1910 года в Киеве. В 1930 году окончил Ленинградскую художественную студию АХР. А в 1930—1933 Павел Борисович работал на Ленинградской кинофабрике «Совкино» («Ленфильм») как художник-мультипликатор. Делал мультипликационные вставки для различных театральных спектаклей, работал на технических картинах. В 1933—1935 работал на кинофабрике «Лентехфильм» сначала монтажёром, а затем — режиссёром. С 1936 по 1942 годы — вновь на «Ленфильме», режиссёр в цехе цветной мультипликации.
В дальнейшем был режиссёром научно-популярного кино, в том числе мультипликации. В 1942—1944 Павел Шмидт работал на киностудии «Киевтехфильм» (Ташкент), в 1944—1983 — на «Лентехфильме» («Леннаучфильм»).
Павел Шмидт умер в Ленинграде в 1988 году.

## Фильмография

### Режиссёр мультипликационного кино
- 1937 — Первая охота
- 1941 — Как Вася Теркин призываться шел (совместно с В. Сюмкиным)
- 1941 — Три подруги

### Режиссёр документального кино
- 1947 — Как мы видим
- 1983 — Геометрия в технике